# Huey Long
Huey Pierce Long, Jr. (30 de agosto de 1893 - 10 de septiembre de 1935), apodado El Mandamás (The Kingfish en inglés), fue un político estadounidense del estado de Luisiana. Fue miembro del partido demócrata y es conocido por sus políticas populistas y radicales. Desempeñó el cargo de gobernador de Luisiana desde 1928 a 1932 y como senador del mismo estado de 1932 a 1935.

## Inicios

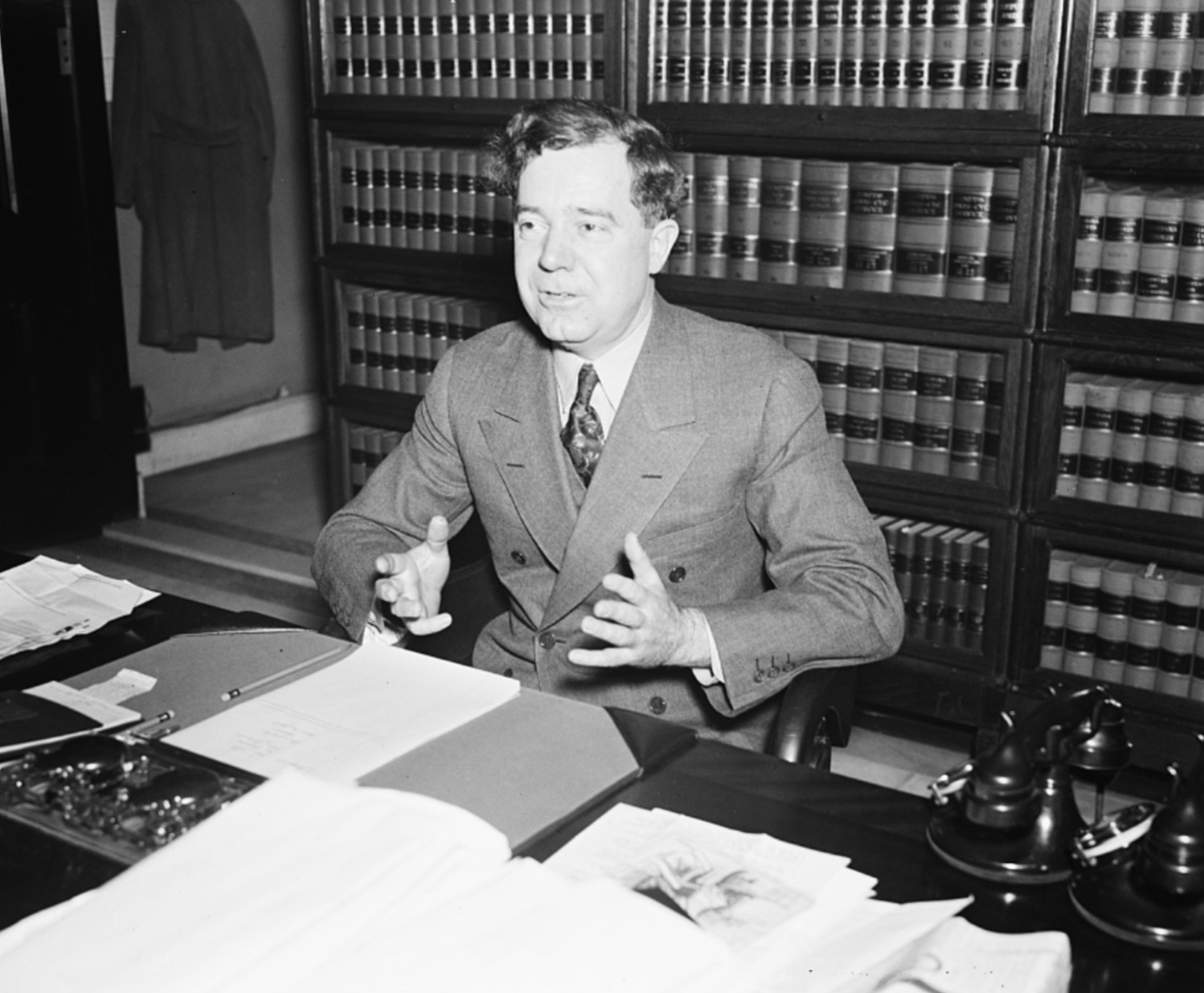
Long hablando desde detrás de su escritorio en el Capitolio, 1935.

Nacido en una familia de terratenientes de clase media, en su juventud Long careció de dinero para costearse sus estudios, por lo cual empezó a trabajar desde muy joven como vendedor y dependiente de tienda. Tras ganar cierta cantidad de dinero en actividades de pequeño comercio, Long estudió leyes en la Universidad de Oklahoma y luego en la Universidad de Tulane, graduándose en 1921. Cuando inició su práctica como abogado en Baton Rouge ganó fama como defensor de campesinos pobres y obreros, formando una red de contactos que posteriormente le ayudó a ingresar en la política local.

## Gobernador de Luisiana
Apoyado en el Partido Demócrata, se postuló en las elecciones internas de dicho partido para aspirar a la gobernación de Luisiana en 1928, para lo cual aprovechó su red de contactos entre sindicatos y asociaciones campesinas para romper el monopolio político detentado por antiguas familias de ricos terratenientes de Luisiana. Las promesas populistas de Long atrajeron a grandes masas de campesinos pobres que antes habían dejado de participar en las elecciones, y a quienes Long logró registrar como votantes.  
Tras vencer en las elecciones estatales de Luisiana de 1928 con una amplia mayoría de votos, Long implementó un programa vasto de obras públicas, utilizando fondos estatales y del gobierno federal y enfrentado la oposición de las familias más adineradas del Estado, en tanto estas perdían aceleradamente su influencia política y su ascendiente sobre las masas, Huey Long acaparaba la popularidad entre los votantes más empobrecidos. Aunque acusado de populista y autoritario por sus tácticas para acumular poder, Long construyó la mayor cantidad de carreteras, caminos, puentes y obras públicas similares que habían existido hasta entonces en Luisiana, asegurándose la adhesión de la mayoría de votantes.
En paralelo, Long se enfrentaba a las grandes empresas establecidas en Luisiana para aumentar la carga tributaria sobre ellas, reclamando que los negocios más ricos deberían pagar la mayor cantidad de tributos al gobierno estatal, invocando el lema "Cada hombre es un rey, pero ninguno tiene corona". Durante este periodo las ideas de Long se basaban en atacar a los propietarios de las mayores fortunas de su Estado, tachando a los ricos de "parásitos" y acusando al "capital de Wall Street" de causar todos los males sufridos por la población rural de Luisiana durante la Gran Depresión. 
Al mismo tiempo, Long promovía la entrega de ayuda en alimentos y dinero a familias pobres, pero debido a su conservadurismo social se negaba a apoyar huelgas y sindicatos, a quienes acusaba de destruir el individualismo que, para Long, era una de las "virtudes nacionales", al extremo de hostilizar e intimidar a los sindicalistas que trataban de realizar sus actividades en Luisiana. Long también condujo una extensiva "purga" de funcionarios estatales para asegurar puestos políticos claves a sus subordinados, exigiendo que estos a su vez aportaran dinero de sus salarios para los "fondos políticos" propios de Long, sumas que luego este usaría para enfrentarse a sus rivales.
En 1931 Long concibió el proyecto de presentarse como candidato al Senado de Estados Unidos representando a Luisiana, y en efecto Long se postuló a las elecciones de ese año. Gracias a su enorme popularidad en Luisiana, Long ganó pero se enfrentó a sus enemigos que cuestionaban su plan de asumir el rol de senador sin renunciar antes a su cargo de gobernador. Si bien el inicio de la legislatura en el Senado empezaba el 4 de marzo de 1931, Long recurrió a maniobras políticas y legales para continuar ejerciendo poder político en Luisiana, atacando a sus enemigos e impidiéndoles acceder a cargos públicos a de cualquier especie; Long solo aceptó retirarse de Luisiana al asegurarse que uno de sus seguidores más fieles, Oscar K. Allen, quedaría como gobernador del Estado.
Aunque al inicio apoyó a Franklin D. Roosevelt en la elección presidencial de 1932, Long rompió con Roosevelt en junio de 1933 y supuestamente comenzó a planear su propia candidatura a la presidencia.

## Político nacional
Ya en el Senado, Long creó el programa político Share Our Wealth (en inglés "Compartamos nuestra riqueza") en 1934, que, con el eslogan "Cada hombre es un rey" (En Ingles "Every Man a King"), proponía medidas Distributistas de redistribución de la riqueza mediante impuestos a corporaciones e individuos con el propósito de combatir la pobreza y el crimen resultado de la Gran Depresión, promoviendo el reparto de rentas entre los ciudadanos y que el gobierno federal otorgase subsidios masivos financiados con el dinero pagado por las grandes empresas mediante impuestos especiales.
En su estado natal Long ya había aplicado programas de ayuda a los pobres en gran escala, siendo acusado de populismo por poner énfasis en la entrega de bonos de alimentos y en leyes inviables pero populares antes que en una recuperación económica seria. Long también pidió que el Senado instituyera un tributo especial a las rentas de los más ricos, fijando un gravamen del 1% sobre las fortunas que sobrepasaran el millón de dólares, y fijando a partir de allí una progresión ascendente. Para Roosevelt, no obstante, las propuestas de Long se estaban convirtiendo en un peligroso radicalismo populista y demagogo, y pronto lo desautorizó.
Para estimular la economía, Long defendía el gasto federal en obras públicas, educación pública, pensiones de jubilación y otros programas sociales. Fue un airado crítico de las políticas de la Reserva Federal para reducir los préstamos y apoyar a los deudores empobrecidos, reclamando que cada individuo tenía el derecho de asumir las deudas que deseara, siendo el deudor el único responsable si algo fallaba. Tras tres años en el Senado, y sin lograr apoyo político a sus proyectos, Long declinó continuar en dicha labor y decidió volver a Luisiana a inicios de 1935 sin postular a una nueva elección en el Senado.

## Controversias
Un rasgo de Long era su ansia de controlar casi todos los actos de administración pública de Luisiana y su nula confianza en las legislaturas estatales, a las que acusaba de lentitud e ineficacia, llegando al punto de presionar y amenazar con la violencia a los políticos locales que no aprobasen sus demandas, lo cual le valió acusaciones de actuar como el "dictador de hecho" de su Estado. Diversos intelectuales que trataron de analizar su fenómeno político le acusaron inclusive de basar su popularidad en frases y hechos con gran efecto teatral pero escaso significado práctico, a imitación del fascismo europeo.
El 30 de mayo de 1934 Long pronunció un controvertido discurso ante el Senado de los Estados Unidos, en el que denunciaba que la Standard Oil de Nueva Jersey había provocado el conflicto de la guerra del Chaco (1932-1935) y que financiaba al ejército Boliviano para apoderase, por su intermedio del Chaco Paraguayo, necesario para tender un oleoducto desde Bolivia hacia el río presumiblemente rico en petróleo:"Estos criminales, afirmó, han ido allá y han alquilado a sus asesinos". Además trató a la Standard Oil de criminal, malhechora, asesina doméstica, conspiradora doméstica, ladrones". 
Carismático e inmensamente popular con sus programas de ayuda social, subsidios copiosos, y su disposición a tomar medidas enérgicas, sus oponentes le acusaron de tendencias dictatoriales por su casi total control del gobierno de Luisiana, al extremo de destituir funcionarios y jueces de manera arbitraria y sin investigación previa, para nombrar en su lugar militantes fieles a su causa. 
Sus detractores no pudieron definir exactamente sus políticas, pues si bien Long mantenía un férreo rechazo a las grandes empresas y al capitalismo financiero basado en el norte de EE. UU., también creía firmemente en el individualismo del estadounidense promedio y defendía a ultranza el conservadurismo social, al punto de rechazar todo indicio de influencia izquierdista en su estado. En los hechos, Long rechazaba frontalmente las ideas del socialismo así como toda propuesta de transformación radical de la sociedad invocando su lema de "todo hombre es un rey", por este motivo Long también combatió a los sindicatos y a sus líderes, a quienes hostilizó de todos los modos posibles si intentaban organizar (en sus palabras "perturbar") al proletariado de Luisiana.

## Últimas actividades y muerte
Pese a haberse instalado como senador en Washington D. C., Long siempre mantuvo el control sobre la política de Luisiana gracias a su lugarteniente O.K. Allen y aprovechó esta influencia para atacar a sus detractores en las principales ciudades del estado: Nueva Orleans, Baton Rouge y Alexandria, para lo cual lanzó nuevas leyes que quitaban a los alcaldes el poder de designar funcionarios locales, estableciendo esta facultad para el gobernador del Estado. Del mismo modo trató de frenar críticas en la prensa mediante una serie de leyes que establecían sanciones y multas a los periodistas, y creó un "Cuerpo de Investigación Estatal" como una policía de detectives bajo el mando directo del gobernador de Lousiana. A lo largo de 1935, Huey Long se caracterizó por proponer varias normas nuevas, que solían presentarse y aprobarse en un mismo día, bajo presión de Long y sus seguidores en la legislatura estatal de Luisiana, casi sin ser debatidas seriamente.
En el punto álgido de su popularidad, Long atacó a la judicatura a la que acusaba de entorpecer sus medidas gubernativas al atender las demandas legales de sus adversarios, y sometió a votación la destitución del veterano juez Henry Pavy. El yerno de Pavy, el médico Carl Weiss, acudió al edificio de la legislatura estatal de Luisiana en Baton Rouge en la mañana del 8 de septiembre de 1935, supuestamente para pedir a Huey Long reconsiderar su decisión, siendo rechazado por este y sus guardaespaldas. Cuando a las 9.20 horas Weiss logró ver a Long a menos de un metro y medio de distancia, Weiss desenfundó un arma de fuego y disparó un solo tiro al tronco del gobernador.
Los guardaespaldas de Huey Long reaccionaron de inmediato y mataron al atacante con casi 60 tiros, pero era ya tarde: Long quedó mortalmente herido al ser alcanzado en el abdomen a muy corta distancia, causándole el disparo una grave hemorragia interna en un riñón, y falleció en la tarde del 10 de septiembre, dos días después del ataque, a la edad de 42 años. Sus últimas palabras fueron presuntamente "Dios, no me dejes morir. Tengo tanto todavía que hacer".

## Influencia en literatura, televisión y cine
Long publicó su autobiografía, "Cada hombre es un rey" en 1933 a un precio que estuviera al alcance de cualquier estadounidense. En ella, Long presentaba su plan de redistribuir toda la riqueza del país. Su segundo libro, "Mis primeros días en la Casa Blanca" fue publicado póstumamente. En él reflejaba sus ambiciones de presentarse a la presidencia en 1936.
Poco antes de su muerte el escritor Sinclair Lewis escribió su novela Esto no puede suceder aquí (It Can´t happen here, en inglés), donde describía a un gobernador estatal que se convertía en dictador de su Estado usando medidas populistas y demagógicas, postulándose a la presidencia de Estados Unidos e implantando sobre todo el país un régimen fascista; el autoritarismo del protagonista y sus maniobras populistas para ganar la adhesión de las masas fueron considerados como una sátira contra Huey Long. 
Long inspiró a Robert Penn Warren a escribir la novela ganadora del Premio Pulitzer Todos los hombres del rey En este novela, describía la corrupción del político idealista Willie Stark. Warren, sin embargo, no hizo demasiado énfasis en la relación entre Stark y Long. La novela ha sido la base de dos películas de cine, la ganadora del Óscar El político de 1949 y otra más reciente, "Todos los hombres del Rey", en 2006, y de la ópera Willie Stark del compositor estadounidense Carlisle Floyd.
El puente Huey P. Long - O.K. Allen inaugurado en 1940 en Baton Rouge honra su memoria.
Existe una recreación inexacta del asesinato de Huey Long en el episodio 12 titulado "La familia Mansión" de la temporada 11 de Los Simpson. Durante el episodio, después de que Long recibiera 4 disparos, un personaje llamado Cornelio Chapman recibe el quinto disparo dirigido a Long.